# Poya Asbaghi
Poya Asbaghi (né le 17 juillet 1985) est un entraîneur suédois-iranien de football. 

## Biographie
Asbaghi est nommé directeur du club suédois de l'IFK Göteborg, équipe évoluant dans le championnat de Suède, avant le début de la saison 2018 de l'Allsvenskan. Il est alors, à seulement 32 ans, le plus jeune entraîneur depuis Sven-Göran Eriksson, qui avait entraîné l'IFK dans les années 1980. 
La saison 2018 est difficile pour le club, qui termine à la 11e place de l'Allsvenskan. Cependant, la saison suivante est un plus grand succès pour Asbaghi et ses joueurs. Avec notamment des victoires contre l'AIK (3-0) et le BK Häcken (2-1) qui restent gravées dans la mémoire des fans.